# Favola latina
La favola latina (termine latino "fabula") fu una forma isolata della letteratura latina, che in genere rivestì un ruolo poetico subalterno in quanto non considerata un genere letterario "alto", anche se possedeva un carattere pedagogico e un fine morale.

## Caratteristiche
Il termine latino "fabula" (in italiano favola) deriva dal verbo "fari" = "dire, raccontare". Il termine latino «fabula» indicava in origine una narrazione di fatti inventati.
Il genere favolistico si trova praticato nei testi più antichi dell'umanità, quando si sia voluto rappresentare, attraverso un linguaggio semplice e metafore facilmente comprensibili, un principio di verità o un insegnamento morale, ossia un insegnamento relativo a un principio etico o ad un comportamento, che spesso è formulato esplicitamente alla fine della narrazione (la "morale", a volte anche in forma di proverbio).
Anche l'utilizzazione, a questo scopo, di racconti i cui protagonisti siano animali, attribuendo loro peculiarità morali e caratteristiche comportamentali, accettate dall'immaginazione o quantomeno dal pregiudizio umano, risponderebbe alla necessità di esemplificare e rendere immediatamente assimilabile il messaggio contenuto nel racconto.
La favola può essere in prosa o in versi. Dal punto di vista della struttura letteraria, la favola presenta elementi di somiglianza con la parabola, nella quale tuttavia non compaiono animali antropomorfici o esseri inanimati.

## Storia

### Origini greche
Secondo i grammatici antichi, fu Archiloco, poeta di Paros, attivo nel VII secolo a.C., il creatore della favola del tipo che sarà poi sviluppata da Esopo, ma di lui non restano che scarsi frammenti; frammenti di favola sono anche in Solone e in Simonide, del VI secolo a.C..
Nel mondo greco, il genere della favola si presentò inizialmente nella forma dell'«aínos», nella similitudine, come mostra l'esempio offerto, nell'VIII secolo a.C., da L'usignolo e lo sparviero narrato ne Le opere e i giorni di Esiodo - non a caso definito il primo favolista da Quintiliano, nel quale un usignolo, catturato dal rapace, cerca di impartirgli una lezione sul significato della giustizia.

### Favolistica imperiale
Il primo favolista in latino fu Fedro (15 a.C. circa-50 d.C.). Rappresentò una voce isolata della letteratura latina, rivestendo un ruolo poetico subalterno in quanto la favola non era considerata un genere letterario "alto", anche se possedeva un carattere pedagogico e un fine morale. Fedro riconosce la propria dipendenza dall'opera di Esopo, dando tuttavia alle sue favole maggiore dignità letteraria, riscrivendole in senari giambici. Le favole di Fedro hanno un doppio scopo: divertire il lettore con scene di carattere comico, ma anche suggerire anche "saggi consigli" per vivere.
Fedro era uno schiavo, nato in Tracia, poi condotto prigioniero a Roma, affrancato da Augusto, scrisse durante il regno di Tiberio favole in versi. Le favole giunte a noi potrebbero non essere che una parte di quanto scritto da Fredo.
Le favole di Fedro riprendono il modello esopico, ma con un diverso atteggiamento: Fedro non rappresenta un favolista del mondo contadino, ma di uno Stato evoluto dove dominano l'avidità e la sopraffazione. Sebbene con le sue favole non si fosse proposto attacchi personali, Fedro tuttavia fu perseguitato da Seiano, il potente prefetto del pretorio di Tiberio. Nelle pessimiste favole di Fedro il prepotente trionfa sempre sul debole, il quale è invitato alla rassegnazione o, nella migliore delle ipotesi, a cercare un compromesso accettabile nei rapporti con il potere:
(Fedro, Fabulae, III, prologus, vv.33-37)
Altri autori minori di favole del mondo classico furono il greco Babrio (III secolo) ed il latino Flavio Aviano (IV secolo). Il primo ridusse in versi ipponattei ben 123 favole attribuite a Esopo; Aviano diede invece una descrizione in distici elegiaci di 42 favole di Fedro.